# Estadio Luján Barrientos
El Estadio Luján Barrientos, previamente conocido como Nuevo Palacio Aurinegro, es un estadio de baloncesto ubicado en la Ciudad de Puerto Madryn, Chubut, Argentina. El mismo pertenece al Club Social y Deportivo Madryn y se encuentra dentro del complejo polideportivo "Leopoldo Remussi", también perteneciente a dicha entidad. En 2016 cambia de nombre, dejando de llamarse Nuevo Palacio Aurinegro y pasando al nombre actual, en honor a un antiguo presidente del club.
Posee una capacidad para 5000 espectadores aproximadamente y está considerado entre los mejores del país.

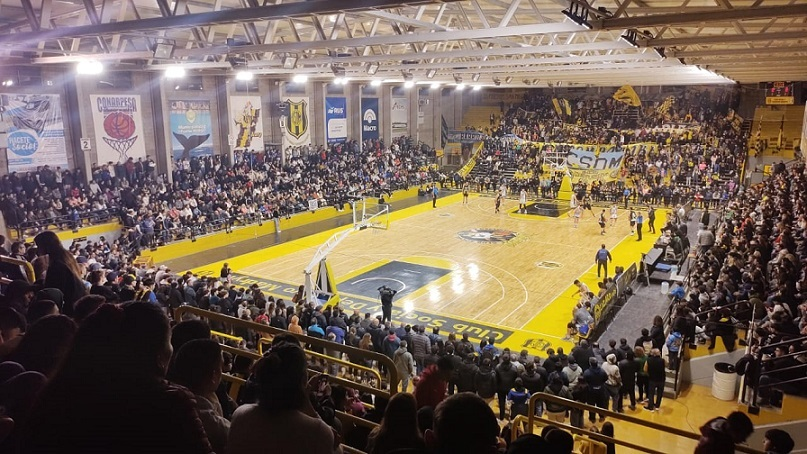
Foto Panoramica Estadio Luján Barrientos, Deportivo Madryn

## Historia

### El otro Palacio Aurinegro
El nombre "Nuevo Palacio Aurinegro" hace referencia al antiguo estadio de básquet del club, llamado popularmente "Palacio Aurinegro" (inaugurado en 1979), este fue el recinto donde el Baloncesto obtuvo sus mayores logros. En la actualidad, ya no forma parte del patrimonio de Deportivo Madryn y pertenece a una iglesia evangélica.

### Construcción
La construcción del estadio encontró su financiación en el fuerte apoyo económico que por entonces brindaba al club la empresa pesquera Conarpesa, emplazada en la ciudad de Puerto Madryn. Los dirigentes del "aurinegro" y los titulares de la pesquera acordaron un convenio (firmado el 3 de abril de 2003) en el que Conarpesa se comprometió a financiar la construcción del estadio de básquet y fútbol de la institución por lo que a cambio recibiría por parte del club aurinegro, tierras de alto valor que éste poseía en una zona estratégica de la ciudad.
La empresa encargada de la construcción fue Ingevama S.A. con un proyecto que en principio demandaría de unos 12 a 14 meses de ejecución. 

### Inauguración
El Nuevo Palacio Aurinegro fue inaugurado el 2 de noviembre de 2004, jornada en la que se disputó un encuentro correspondiente a la Liga Nacional de Básquet entre el local, Deportivo Madryn y Boca Juniors, por la décima fecha de la primera fase de la Zona Sur de la temporada 2004-2005. Al partido, televisado a todo el país por el canal deportivo TyC Sports, concurrieron más de 3600 personas, que disfrutaron de los espectáculos previos al choque entre los dos clubes, el cual terminó siendo favorable a Boca, que se lo llevó por un ajustado marcador de 86-88, consiguiendo la victoria a un segundo del final.
Al momento de su inauguración, fue considerado por los entendidos, como uno de los tres mejores estadios de baloncesto del país. 

## Eventos destacados
Además de la gran cantidad de encuentros disputados por la Liga Nacional de Básquet, incluida una semifinal, el estadio ha sido sede de prestigiosos eventos como lo fueron la inauguración de los Juegos Binacionales de la Araucanía en 2005 y las defensas por el título Mundial Mosca OMB del boxeador argentino Omar Narváez. Cabe destacar que fue en este estadio donde el "Huracán" Narváez logró su 14.º defensa, ante el mexicano Alejandro Hernández, alcanzando así, el récord de defensas del histórico boxeador argentino Carlos Monzón. En febrero del 2009, Narváez rompió esa marca ante el estadounidense Rayonta Whithfield, una vez más, ante un Nuevo Palacio Aurinereo repleto.
- XIV edición de los Juegos Binacionales de la Araucanía “Chubut 2005”.
- 12.º defensa del Título Mundial Mosca OMB del boxeador argentino Omar Narváez ante el colombiano Carlos Támara, el 6 de mayo de 2008.[4]
- 14.º defensa del Título Mundial Mosca OMB del boxeador argentino Omar Narváez ante el mexicano Alejandro Hernández el 20 de septiembre de 2008.[5]
- 15.º defensa del Título Mundial Mosca OMB del boxeador argentino Omar Narváez ante el estadounidense Rayonta Withfield el 7 de febrero de 2009.[6]
- Partidos de Gimnasia de Comodoro Rivadavia por la Liga Nacional de Básquet 2007-08.[7]
- Partidos de Huracán de Trelew por el Torneo Nacional de Ascenso 2015-16.[8]